# 2011年バーレーングランプリ
2011年バーレーングランプリは、2011年F1世界選手権開幕戦として、2011年3月13日にバーレーン・インターナショナル・サーキットで開催される予定であったが、3月の開催については中止となり、後に10月30日への延期が決定したが、開催決定に大きな批判が集まり、FOTAはFIAに対して正式に反対の意思を表明、6月9日に開催を断念する旨の声明を発表した。
正式名称は2011 FORMULA 1 Gulf Air Bahrain Grand Prix。

## 変更点
コースレイアウトは、前年の開催で使用された6,299mのレイアウトが非常に不評であったため、2009年までの5,411mのレイアウトに戻される予定。周回数もそれに伴い、2009年までと同じ57周に戻される。

## レースの中止
2011年バーレーン騒乱の影響で開催が危ぶまれ、F1の興行権を持つフォーミュラ・ワン・マネジメント（FOM）会長のバーニー・エクレストンも開催中止の可能性に言及していた。またこれに伴い、3月3日から同地で行われる予定だった合同テストについても、場所がカタロニア・サーキット（スペイン）に移された。それまでにイギリスではバーレーンへの渡航禁止令が出されるなど対処がなされ中止が濃厚となり、21日にバーレーン皇太子が中止を発表した。
なおテレビ放映権の契約等の関係から、開催日程を変更して2011年中に同地でレースを開催する可能性や、別の場所で代替レースを行う可能性も残っていた。一部メディアでは開催を12月に延期して最終戦として開催される可能性を報じていた。
その後もバーレーン騒乱が収束する気配を見せることなく、3月15日にハマド国王が3ヶ月間の非常事態宣言を発令したものの、5月に入り事態が沈静化し始めたことから、同年6月3日に「2011年バーレーンGPを10月30日に開催する」ことが一旦決定されたが、開催決定に大きな批判が集まり、FOTAはFIAに対して正式に反対の意思を表明、開催を断念する旨の声明を6月9日に発表した。